# Nissan Kubistar
Nissan Kubistar – samochód osobowo-dostawczy typu kombivan klasy kompaktowej produkowany pod japońską marką Nissan w latach 2003 – 2009. 

## Historia i opis modelu

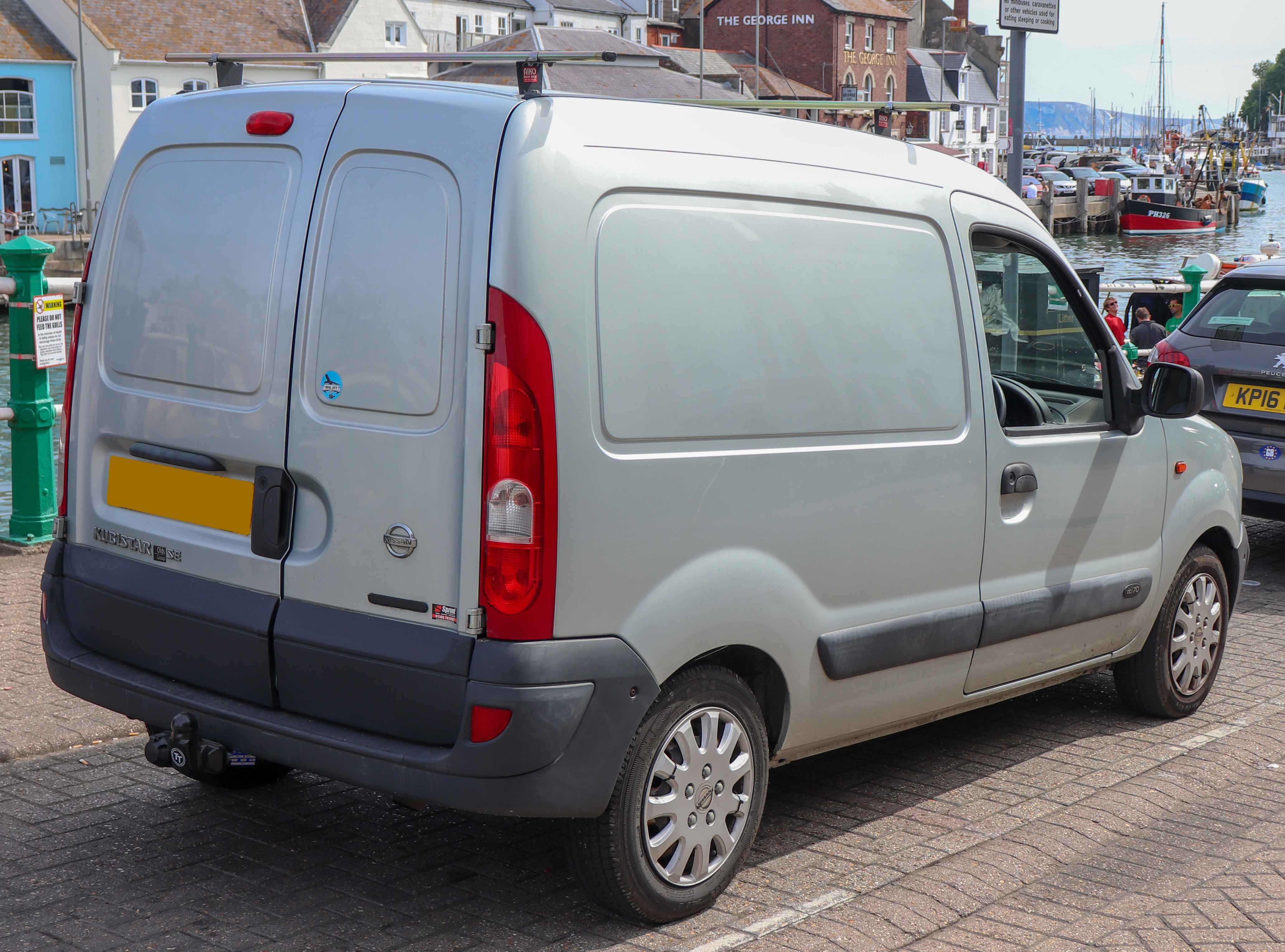
Nissan Kubistar - tył

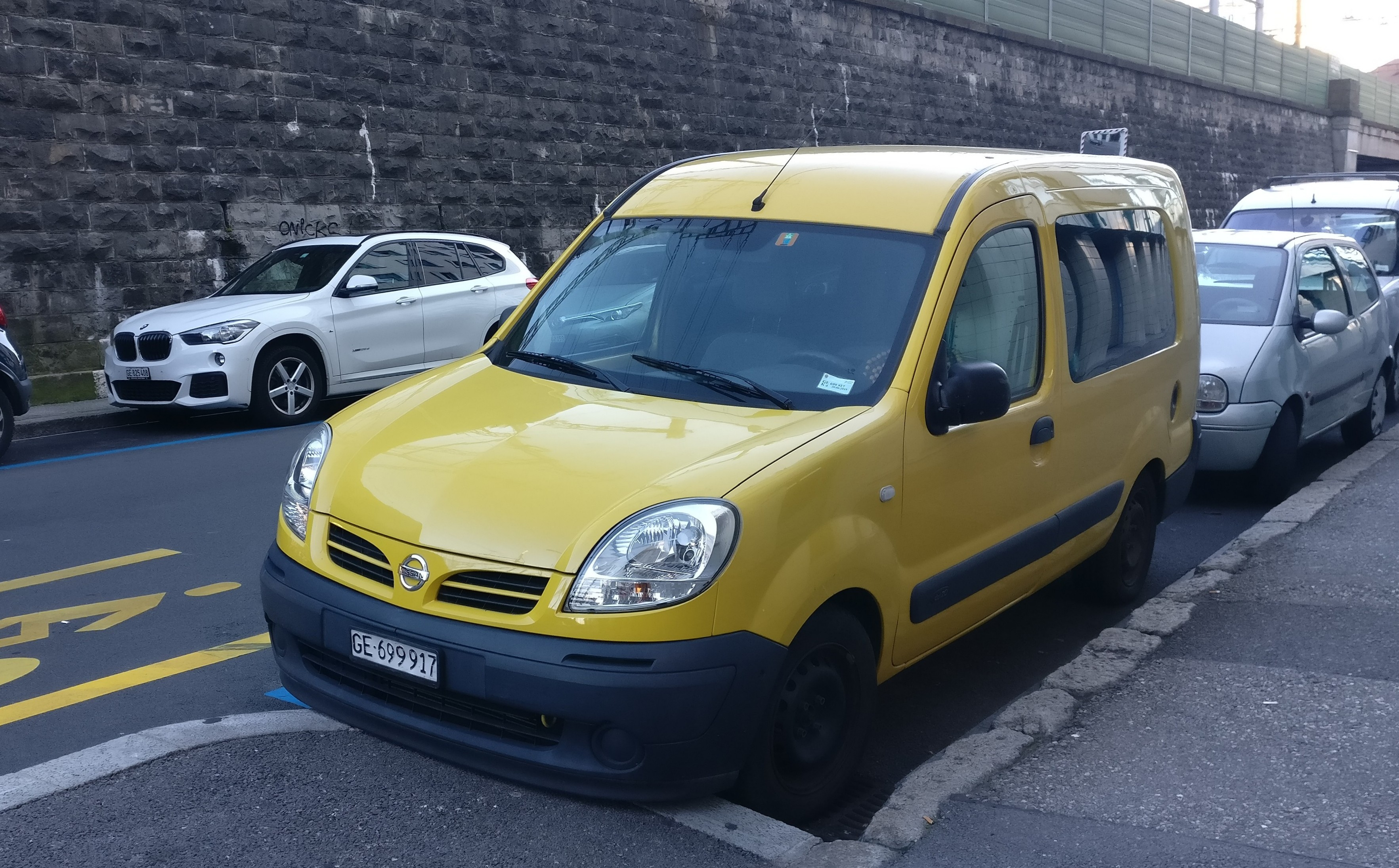
Nissan Kubistar LWB

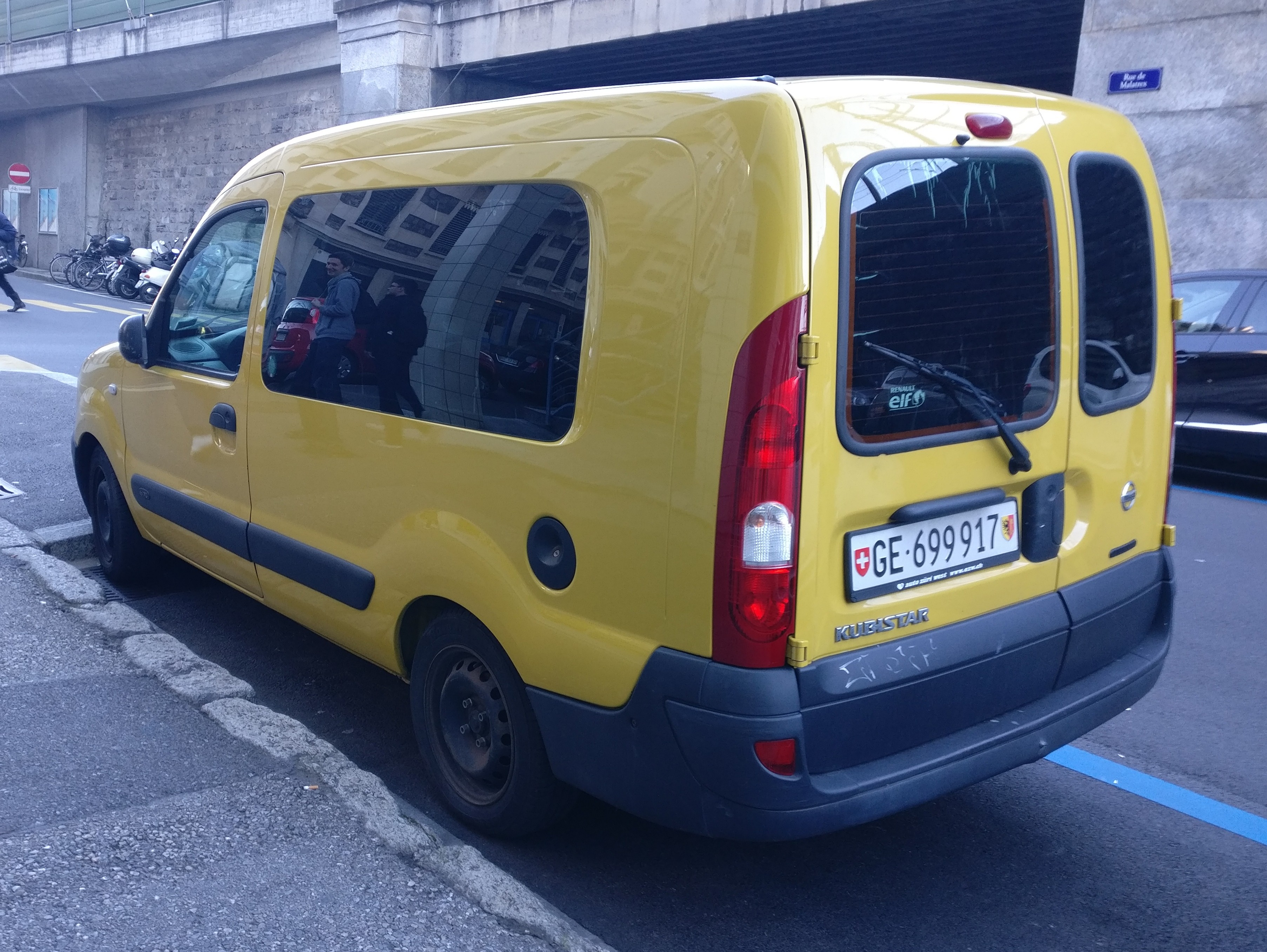
Nissan Kubistar LWB - tył

Latem 2003 roku zaprezentowany został kompaktowy model Kubistar powstały w oparciu o partnerstwo z francuskim Renault w ramach ówczesnego aliansu Renault-Nissan. Z myślą o rynku europejskim zdecydowano się zapożyczyć produkowane wówczas już od 1999 roku Renault Kangoo, wprowadzając jedynie drobne różnice w stylizacji ograniczające się do innej osłony chłodnicy i wkładów tylnych lamp. 
Kubistar w momencie debiutu był najmniejszym i najtańszym samochodem dostawczym w europejskiej ofercie Nissana spośród trzech wówczas oferowanych samochodów, wszystkich konstruowanych przez Renault. Spośród licznej konkurencji reprezentowanej przez takie modele jak Citroën Berlingo, Ford Transit Connect czy Peugeot Partner, Nissan Kubistar miał wyróżniać się kompaktowymi wymiarami i relatywnie korzystnymi właściwościami transportowymi, umożliwiając przewiezienie do 800 kilogramów ładunku.
W porównaniu do francuskiego odpowiednika, Nissan Kubistar otrzymał znacznie okrojoną gamę jednostek napędowych. Została ona ograniczona wyłącznie do czterocylindrowych, 1,5 litrowych silników wyskoprężnych z rodziny dCi w wariantach mocy 68 oraz 88 KM.

### Sprzedaż
Nissan Kubistar został opracowany wyłącznie z myślą o rynku europejskim, gdzie zastąpił produkowaną do 2001 roku lokalną odmianę dostawczego modelu Vanette. Samochód sprzedawany był na wyselekcjonowanych rynkach głównie z regionu Europy Zachodniej, pozostając w produkcji o rok dłużej niż bliźniacze Renault Kangoo, by w 2009 roku zastąpił je nowy model NV200.

### Silniki
- R4 1.5l dCi 68 KM
- R4 1.5l dCi 88 KM